# Camille Corney
Camille Corney, né en 1883 et mort le 11 juin 1952 à Tunis, est un metteur en scène et acteur de théâtre et de cinéma français. 
Créateur du théâtre de l'Atelier avec Charles Dullin et Louis Jouvet, il a été le directeur du Studio des Champs-Elysées.

## Carrière au cinéma
- 1933 : Le Jugement de minuit d'Alexandre Esway et André Charlot : le colonel Davis
- 1933 : Une vie perdue de Raymond Rouleau et Alexandre Esway : le portier
- 1938 : Le Temps des cerises de Jean-Paul Le Chanois : Dufour, le décorateur

## Carrière au théâtre
comme metteur en scène
- 1914 : Les Tisserands, drame en 5 actes de Gerhart Hauptmann, traduction de Jean Thorel, au théâtre Malakoff (22 février)[4]
- 1927 : La Puissance des mots, pièce en 3 actes de René Bruyez, au théâtre Antoine (31 décembre)
- 1928 : Brout, comédie en 3 actes de Léon Régis, au Studio des Champs-Élysées (18 octobre)
- 1928 : Le Dernier empereur, histoire en 12 tableaux de Jean-Richard Bloch, au Studio des Champs-Élysées (13 novembre)
- 1928 : L'Innocente de Henri-René Lenormand
- 1929 : Cœur à gauche, pièce en 3 actes de Pierre Brasseur, au Studio des Champs-Élysées (9 janvier)
- 1929 : Une Vie secrète, pièce en 3 actes de Henri-René Lenormand, au Studio des Champs-Élysées (mars)[5]
- 1929 : Au clair de la lune, pièce en 4 actes et 7 tableaux de Jehan Bouvelet et Edgar Bradby, au Studio des Champs-Élysées (23 octobre)
- 1930 : Courants alternatifs, comédie en 1 acte de Maurice Bauwens et Marcel Berger, au Studio des Champs-Élysées (18 février)[6]
- 1930 : Le Pèlerinage sentimental, voyage en 10 étapes de Jacques Chabannes, au Théâtre 1931 (30 octobre)
- 1932 : Hector, pièce en 3 actes d'Henri Decoin, au théâtre Apollo (28 janvier)[7]
- 1932 : Zig-Zag, pièce en 8 tableaux de René Jadfard et Madeleine Allemand, au théâtre de l'Atelier (30 avril)[8]
- 1932 : Le Paquebot Tenacity, pièce en 3 actes et 4 tableaux de Charles Vildrac, au théâtre de l'Atelier (11 mai)
- 1932 : Sortilèges, pièce en 3 actes et 4 tableaux d'Henri-René Lenormand, au Studio des Champs-Élysées (4 octobre)[9]
- 1932 : Réséda, pièce en 4 actes de Bernard Zimmer, au Studio des Champs-Élysées (décembre)[10]
- 1935 : Lucrèce Borgia, drame en 3 actes de Victor Hugo, au théâtre de l'Athénée (13 juillet)[11]
- 1935 : Le Feu d'Henri Barbusse, adaptation scénique en 1 prologue et 7 visions d'Yvonne Lartigaud, au théâtre de La Bellevilloise (27 novembre)[12]
- 1936 : Patrie, drame en 5 actes de Victorien Sardou, au théâtre antique de la Cité de Carcassonne (12 juillet)[13]
- 1936 : Danton, pièce en 3 actes de Romain Rolland, aux arènes de Lutèce (14 juillet)[14]
- 1936 : Bertran de Born, comédie héroïque en 10 tableaux, livret de Jean Valmy-Baysse, musique de Darius Milhaud, au théâtre antique d'Orange (2 août)[15]
- 1937 : Œdipe roi, tragédie grecque de Sophocle, au théâtre antique de la Cité de Carcassonne (10 juillet)[16]
- 1938 : Le Simoun, pièce en 13 tableaux de Henri-René Lenormand, au Grand-Théâtre de Lille (12 mars)[17]
- 1941 : Sébastien, pièce en 3 actes de François Jeantit, au théâtre de l'Œuvre (8 février)[18]
- 1941 : Marché noir, pièce en 3 actes de Steve Passeur, au théâtre Édouard VII (mai)[19]
- 1941 : Je ne te connais plus, comédie en 3 actes de Roger Ferdinand, au Théâtre Saint-Georges (1er octobre)
- 1941 : Le Chandelier, comédie en 3 actes et 6 tableaux d'Alfred de Musset, au Théâtre-Français de Rouen (21 octobre)[20]
- 1942 : Les Dieux de la nuit, pièce en 3 actes de Charles de Peyret-Chappuis, au théâtre Hébertot (7 avril)[21]
- 1943 : Britannicus de Jean Racine
- 1949 : Andromaque de Jean Racine

comme acteur
- 1924 : À chacun sa vérité, comédie dramatique en 3 actes de Luigi Pirandello, mise en scène de Charles Dullin
- 1925 : George Dandin ou le Mari confondu de Molière / mise en scène : Charles Dullin
- 1926 : La Comédie du bonheur de Nicolas Evreïnoff / mise en scène : Charles Dullin
- 1927 : Mixture de Henri-René Lenormand / mise en scène : Georges Pitoëff
- 1928 : L'Innocente de Henri-René Lenormand / mise en scène : Camille Corney
- 1928 : La Maison des cœurs brisés de George Bernard Shaw / mise en scène : Georges Pitoëff
- 1932 : Dimanche de Claude Roger-Marx
- 1932 : Le Paquebot Tenacity de Charles Vildrac / mise en scène : Camille Corney
- 1951 : Tapage nocturne de Marc-Gilbert Sauvajon / mise en scène : Jean Wall
- 1951 : Halte au destin de Jacques Chabannes / mise en scène : Georges Douking

## Distinction
- Chevalier de la Légion d'Honneur (1939)[22].